# Oswald Haselrieder
Oswald Haselrieder, né le 22 août 1971 à Fiè allo Sciliar, est un ancien lugeur italien. Il fait équipe avec Gerhard Plankensteiner. Ils ont été sacrés champions du monde 2009 à Lake Placid. En tête avec seulement 8 millièmes de seconde d’avance sur les tenants du titre, les Allemands André Florschütz et Torsten Wustlich, à l’issue de la première manche, ils réussirent à augmenter leur avance de 49 autres millièmes, dans la seconde manche, pour conquérir leur premier titre mondial. Le duo décide de se retirer de la compétition après les Jeux olympiques de 2010.

## Repères biographiques
Oswald Haselrieder a participé à cinq Jeux olympiques. À l'âge de vingt ans, il termine septième de l'épreuve de luge simple hommes (en) aux Jeux d'Albertville. Ses quatre autres participations, il est associé à Gerhard Plankensteiner. Après s'être classé sixième à Nagano (en) en 1998 et septième à Salt Lake City (en) en 2002, ils décrochent la médaille de bronze à Turin (en), quatre ans plus tard. La neuvième place obtenue à Vancouver (en) lors de leur ultime compétition olympique est aussi la dernière course de leur carrière. Haselrieder se blessant sérieusement à l'entrainement quelques semaines plus tard, ils décident de ne pas faire une saison de plus et mettent un terme à leur carrière sportive à la fin de l'été.

## Palmarès

### Jeux olympiques
- Albertville 1992
  - 7e en simple hommes (en)[2].
- Nagano 1998
  - 6e en luge biplace (en) avec Gerhard Plankensteiner[3].
- Salt Lake City 2002
  - 7e en luge biplace (en) avec Gerhard Plankensteiner[4].
- Turin 2006
  -  Médaille de bronze en luge biplace (en) avec Gerhard Plankensteiner[5].
- Vancouver 2010
  - 9e en luge biplace (en) avec Gerhard Plankensteiner[6].

### Championnats du monde
- Altenberg 1996 (it)
  -  Médaille de bronze en luge biplace (it) avec Gerhard Plankensteiner.
  -  Médaille de bronze dans l'épreuve par équipes (it) avec Armin Zöggeler, Norbert Huber, Gerda Weissensteiner, Natalie Obkircher et Gerhard Plankensteiner.
- Innsbruck 1997 (it)
  -  Médaille de bronze dans l'épreuve par équipes (it) avec Armin Zöggeler, Wilfried Huber, Natalie Obkircher, Gerda Weissensteiner et Gerhard Plankensteiner.
- Lake Placid 2009
  -  Médaille d'or en luge biplace avec Gerhard Plankensteiner.

### Coupe du monde

#### Classements annuels
| Saison         | Luge biplace | Simple hommes |
| -------------- | ------------ | ------------- |
| 1993-1994 (it) | NP           | 22e           |
| 1994-1995 (it) | 5e           | NP            |
| 1995-1996 (it) | 4e           | NP            |
| 1996-1997 (it) | 2e (it)      | NP            |
| 1997-1998 (it) | 3e (it)      | NP            |
| 1998-1999 (de) | 7e (de)      | NP            |
| 1999-2000 (de) | 5e (de)      | NP            |
| 2000-2001 (de) | 6e (de)      | NP            |
| 2001-2002 (de) | 7e (de)      | NP            |
| 2002-2003 (de) | 6e (de)      | NP            |
| 2003-2004 (de) | 5e (de)      | NP            |
| 2004-2005 (de) | 7e (de)      | NP            |
| 2005-2006 (de) | 7e (de)      | NP            |
| 2006-2007 (de) | 3e (de)      | NP            |
| 2007-2008      | 6e           | NP            |
| 2008-2009      | 5e           | NP            |
| 2009-2010      | 6e           | NP            |

#### Victoires
Oswald Haselrieder, associé à Gerhard Plankensteiner, remporte cinq victoires, toutes en luge biplace.
|   | Date             | Site         | Piste                                           |
| - | ---------------- | ------------ | ----------------------------------------------- |
| 1 | 29 janvier 1995  | Saint-Moritz | Stade Olympia Bobrun                            |
| 2 | 16 février 1997  | Nagano       | Spiral                                          |
| 3 | 8 décembre 2002  | Oberhof      | Piste de bobsleigh, luge et skeleton d'Oberhof  |
| 4 | 18 février 2007  | Sigulda      | Piste de bobsleigh, luge et skeleton de Sigulda |
| 5 | 30 novembre 2008 | Innsbruck    | Piste de bobsleigh, luge et skeleton d'Igls     |

## Distinction
- Chevalier de l'Ordre du Mérite national (Cavaliere Ordine al merito della Repubblica Italiana), sur l'initiative du Président de la République, le 9 mars 2006[11].